# Robert Wright (journalist)
Robert Alan Wright, född 25 januari 1957 i Lawton, Oklahoma, är en amerikansk journalist och författare inom områdena naturvetenskap, historia, politik och religion.
Han är en av grundarna av och chefredaktör för Bloggingheads.tv, samt grundare av och chefredaktör för Meaningoflife.tv.
Wright har skrivit för The Atlantic, The New Yorker, The New York Times Magazine och Foreign Policy, samt varit op-ed-skribent i The New York Times, The Washington Post och The Financial Times.
Robert Wright studerade ett år vid Texas Christian University innan han antogs vid Princeton University där han studerade sociobiologi. Därefter har han undervisat i psykologi vid University of Pennsylvania och i religion vid Princeton University.

## Priser och utmärkelser
The Evolution of God var en av tre finalister till Pulitzerpriset 2010 i kategorin "General Nonfiction".
The Moral Animal var en av de tio böcker som utsågs till "Editors' choice" av New York Times 1994.